# Кавказ (Бориспільський район)
Кавка́з — село в Україні, у Бориспільському районі Київської області.
Населення становить 403 осіб. Входить до складу Дівичківської сільської громади.

## Населення

### Мова
Розподіл населення за рідною мовою за даними перепису 2001 року:
| Мова       | Кількість | Відсоток |
| ---------- | --------- | -------- |
| українська | 399       | 99.01%   |
| російська  | 3         | 0.74%    |
| вірменська | 1         | 0.25%    |
| Усього     | 403       | 100%     |

## Пам'ятки
В околицях села розташований ландшафтний заказник місцевого значення «Стовп'язькі краєвиди».